# Clara Tybjerg
Clara Tybjerg, född 1864, död 1941, var en dansk kvinnosakspolitiker och fredsaktivist. 